# Stade Bergeyre
Das Stade Bergeyre war ein Fußballstadion im Arrondissement des Buttes-Chaumont (19. Arrondissement) im Nordosten der französischen Hauptstadt Paris.

## Geschichte
Das Stade Bergeyre wurde in den 1910er Jahren mit finanzieller Unterstützung von Jacques Sigrand erbaut und am 18. August 1918 eröffnet. Namensgeber war der Rugbyspieler Robert Bergeyre, der vier Jahre zuvor im Ersten Weltkrieg gefallen war.
Die Anlage wurde hauptsächlich für Fußballspiele genutzt und war die Heimspielstätte von Olympique Paris. Des Weiteren wurden im Stadion auch Spiele im Rugby oder Leichtathletikwettkämpfe ausgetragen. Im Rahmen der Olympischen Sommerspiele 1924 fanden im Stade Bergeyre mehrere Fußball- und Rugbyspiele statt. Die Kapazität wurde vom Organisationskomitee mit 10.455 Plätzen angegeben. Zwei Jahre später musste das Stadion abgerissen werden und für Wohnraum weichen.

## Galerie

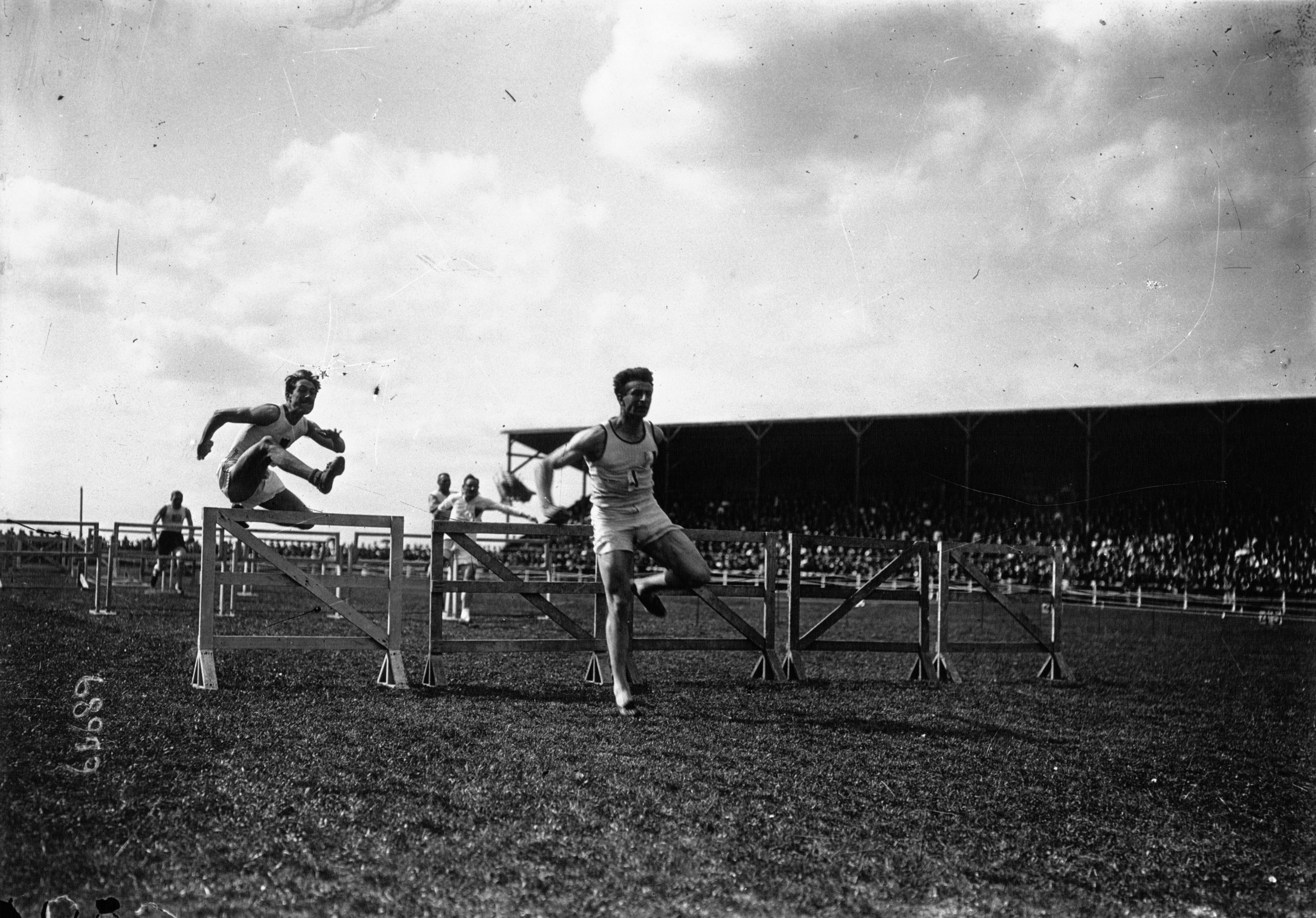
Hürdenlauf bei der Rinweihung des Stadions
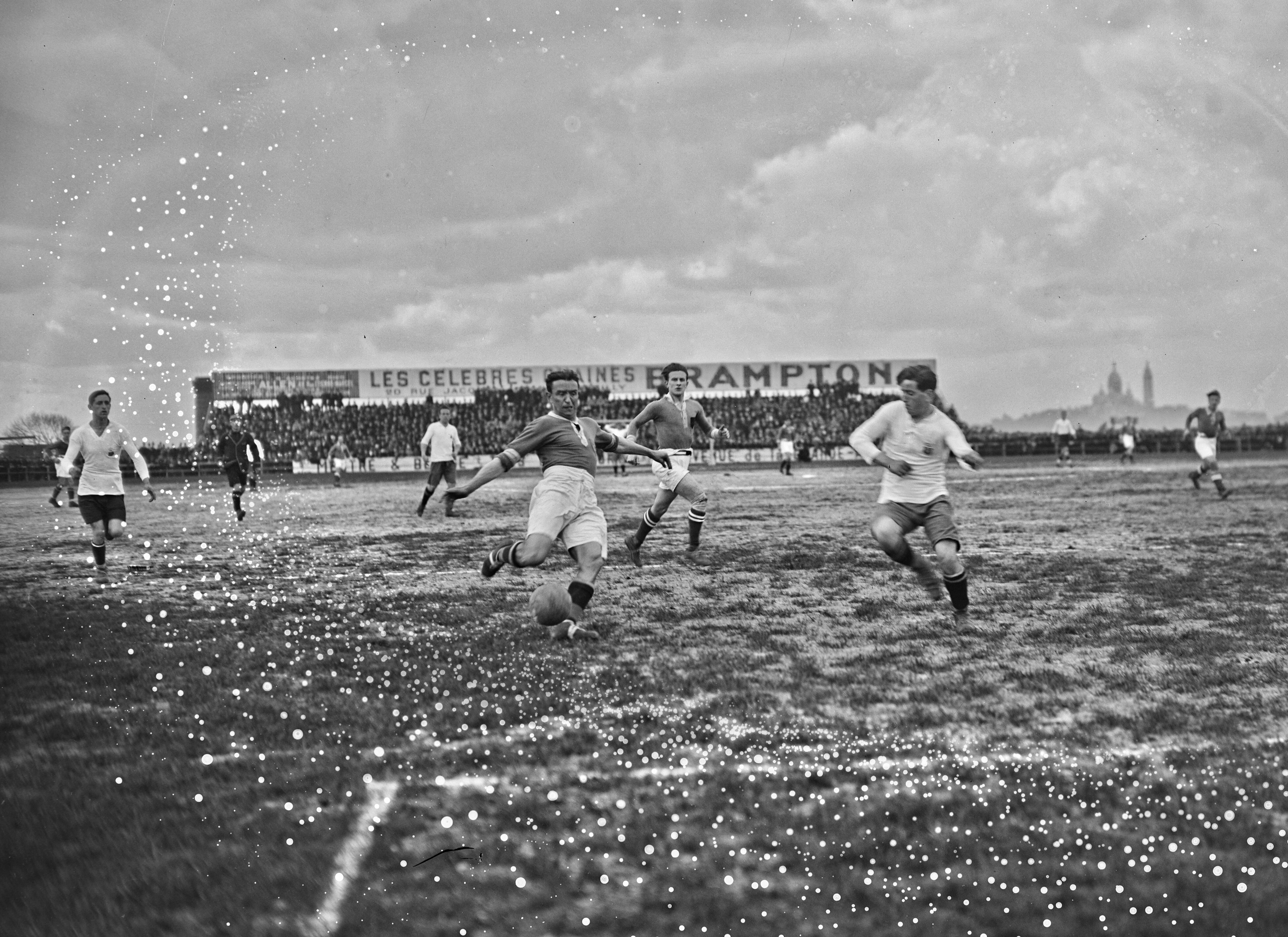
Fußballspiel am 16. April 1922 zwischen Olympique Paris und Real Unión Irún
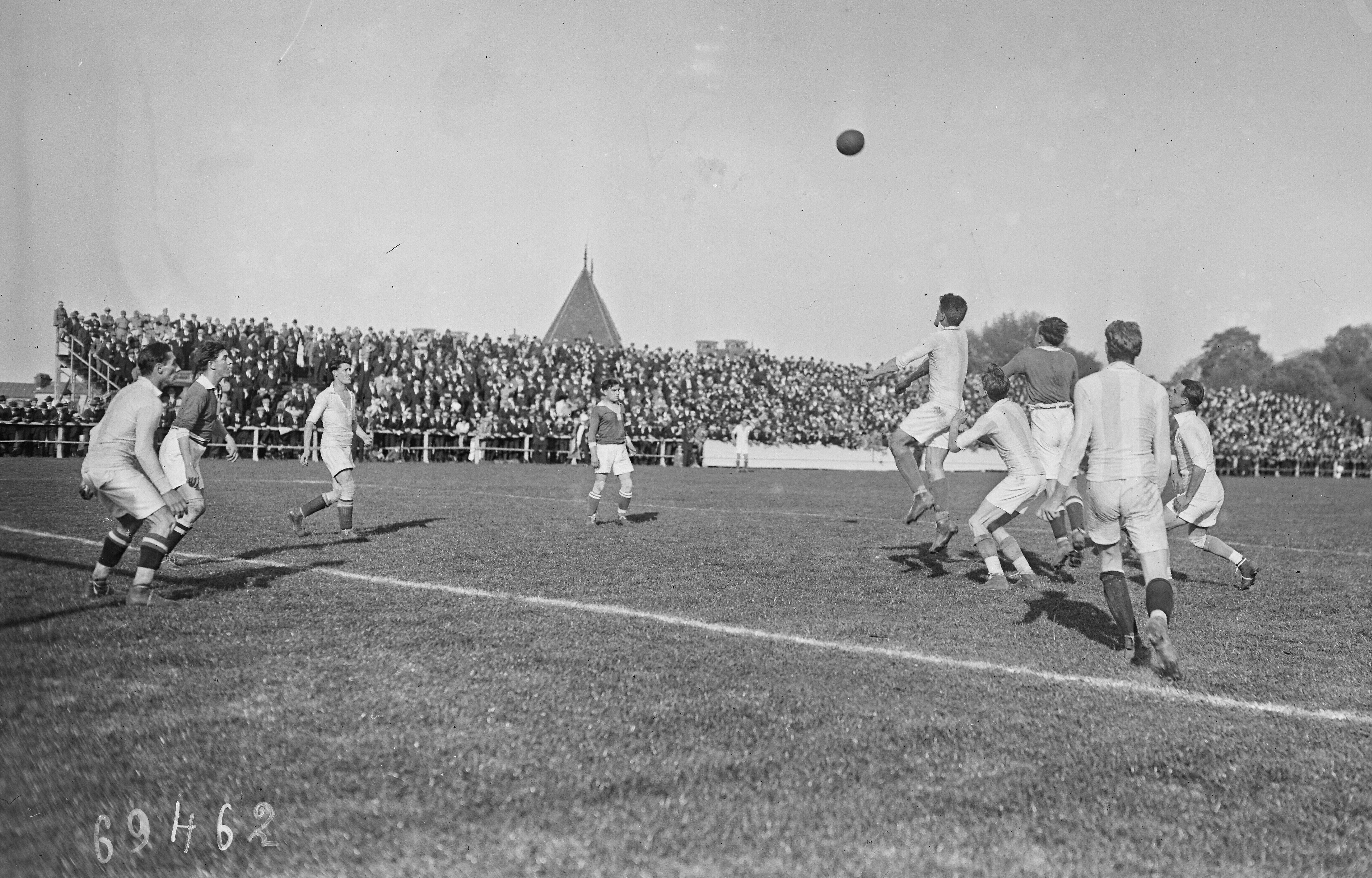
Fußballspiel am 9. Oktober 1921 zwischen Olympique Paris und CA Sports